# Benoibates amazonicus
Benoibates amazonicus är en kvalsterart som beskrevs av Balogh och Sandór Mahunka 1969. Benoibates amazonicus ingår i släktet Benoibates och familjen Oripodidae. Inga underarter finns listade.